# محمد فوزی (ژنرال)
محمد فوزی (عربی: محمد فوزي; ۵ مارس ۱۹۱۵ – ۱۶ فوریهٔ ۲۰۰۰) سیاست‌مدار و ارتشبد نیروی زمینی مصر بود، که در فاصله سال‌های ۱۹۶۸ تا ۱۹۷۱ به‌عنوان وزیر جنگ مصر فعالیت می‌کرد.
فوزی فعالیت نظامی را از سال ۱۹۵۲ در ارتش مصر آغاز کرد، از ۱۹۴۸ تا ۱۹۵۰ فرماندهی توپخانه ضدهوایی را برعهده داشت و در فاصله سال‌های ۱۹۵۷ تا ۱۹۶۱ فرمانده آکادمی نظامی مصر بود. وی از ۱۹۶۴ تا ۱۹۶۷ به‌عنوان رئیس ستاد کل نیروهای مسلح مصر فعالیت می‌کرد و دبیرکل نظامی اتحادیه عرب بود و از ۱۹۶۷ تا ۱۹۶۸ فرماندهی کل نیروهای مسلح مصر را برعهده داشت.

## زندگی و تحصیلات
فوزی در ۵ مارس ۱۹۱۵ در عباسیه، قاهره، زاده شد. او در آکادمی نظامی سلطنتی مصر تحصیل کرد و در سال ۱۹۳۶ فارغ‌التحصیل شد. وی همچنین دارای مدرک کارشناسی ارشد بود که آن را در سال ۱۹۵۲ از همان مؤسسه دریافت کرد.

## سوابق نظامی
فوزی در طول جنگ اعراب و اسرائیل در سال ۱۹۴۸، برای اولین بار با جمال عبدالناصر ملاقات کرد و به عنوان فرمانده توپخانه ضدهوایی در دیر سنیید حضور داشت. در سال ۱۹۵۷، فوزی توسط رئیس‌جمهور ناصر به عنوان فرمانده آکادمی نظامی مصر منصوب شد. در سال ۱۹۶۱ فوزی ریاست هیئت نظامی مصر را به عنوان بخشی از نیروهای سازمان ملل در کنگو بر عهده داشت. او در مارس ۱۹۶۴ دبیرکل نظامی اتحادیه عرب شد. در همان ماه، او همچنین به عنوان رئیس ستاد کل نیروهای مسلح توسط ناصر منصوب شد، پستی که تا جنگ شش روزه در ژوئن ۱۹۶۷ در اختیار داشت.
پس از جنگ، فوزی از سمت خود استعفا داد و عبدالمنعم ریاض به جای او در این سمت منصوب شد. در ۱۱ ژوئن ۱۹۶۷، فوزی به‌عنوان فرمانده کل نیروهای مسلح مصر منصوب شد و جایگزین عبدالحکیم عامر در این سمت شد. عامر و متحدانش به این اقدام اعتراض کردند و بلافاصله پس از آن، ۶۰۰ افسر وفادار به عامر، ستاد ارتش را محاصره کرده و خواستار بازگشت عامر به سمت خود شدند و فوزی را تهدید کردند که از سمت فرماندهی کل نیروهای مسلح، کناره‌گیری کند. عامر در حال توطئه برای انجام کودتا در ۲۷ اوت بود و تنش بین او و ناصر بالا گرفت. در این میان، عامر به خانه رئیس‌جمهور دعوت شد و در آنجا دستگیر شد. در همین حال، فوزی رهبری تصرف ویلای عامر توسط ارتش را بر عهده داشت، جایی که تمام سیزده کامیون حامل سلاح‌های توطئه‌گران توقیف شد.
فوزی در ۲۴ فوریه ۱۹۶۸ به عنوان وزیر جنگ منصوب شد و جانشین امین هویدی در این سمت شد. او همچنین در همان سال به‌عنوان یکی از اعضای کمیته عالی اجرایی مصر منصوب شد. فوزی در دوران ریاست جمهوری انور سادات به عنوان وزیر جنگ خدمت کرد. با این حال، فوزی و شش وزیر دیگر در ماه مه ۱۹۷۱ از سمت خود استعفا دادند. این افراد که به ناصر نزدیک بودند، گروه می‌ نامیده شدند. محمد صادق از ۱۴ مه ۱۹۷۱ جایگزین فوزی به عنوان وزیر جنگ شد.

## دستگیری و حکم
بلافاصله پس از استعفا، فوزی به دلیل نقش ادعایی‌اش در یک توطئه کودتا دستگیر شد. سادات اعلام کرد که فوزی در ماه مه ۱۹۷۱ در حصر خانگی قرار گرفته است. فوزی محاکمه و به حبس ابد محکوم شد. در دسامبر ۱۹۷۱، سادات حکم فوزی را به ۱۵ سال کار سخت کاهش داد. فوزی در سال ۱۹۷۴ به دلیل نگرانی در مورد سلامتی‌اش و به پاس قدردانی از خدمت نظامی‌اش، عفو شد.

## سال‌های پایانی و مرگ
فوزی در سال‌های پایانی عمر خود، کتاب‌هایی در مورد امور نظامی منتشر کرد و سخنرانی‌هایی ایراد نمود. او همچنین زندگینامه‌ای منتشر کرد. وی در سال‌های آخر عمر، به حزب دموکراتیک عرب پیوست و عضو دفتر سیاسی آن شد.
فوزی در ۱۶ فوریه ۲۰۰۰ در هلیوپولیس، قاهره درگذشت.